# Spiroctenus coeruleus
Spiroctenus coeruleus là một loài nhện trong họ Nemesiidae.
Spiroctenus coeruleus được miêu tả năm 1952 bởi Lawrence.